# Торкановский, Евгений Петрович (юрист)
Евгений Петрович Торкановский (14 ноября 1923, Ленинград, РСФСР, СССР — 5 октября 2000, Москва, Россия) — советский и российский юрист и экономист, доктор юридических наук (1967), профессор (1967). Заслуженный деятель науки Российской Федерации. Участник Великой Отечественной войны.

## Биография
Родился 14 ноября 1923 года в Ленинграде. В 1941 году окончил среднюю школу в Киеве.
В 1941—1942 годах участвовал в Великой Отечественной войне в составе коммунистического полка Юго-Западного фронта, был тяжело ранен. В августе 1942 года был демобилизован в звании капитана.
В 1949 году окончил юридический факультет Киевского государственного университета имени Т. Г. Шевченко, а в 1952 году — аспирантуру данного вуза.
С 1952 года преподавал советское право в Куйбышевском плановом институте.
В 1953 году в Харьковском юридическом институте защитил диссертацию на соискание учёной степени кандидата юридических наук на тему «Личные и неимущественные права авторов литературных произведений по советскому праву». В 1957 году ему было присвоено учёное звание доцента.
В 1959—1963 годах был деканом заочного факультета Куйбышевского планового института.
В 1965 году во Всесоюзном НИИ советского законодательства защитил диссертацию на соискание учёной степени доктора юридических наук на тему «Проблемы правового регулирования изобретательства и рационализации в СССР».
В 1966—1974 годах был первым заведующим кафедры советского права Куйбышевского планового института. В 1967 году ему было присвоено учёное звание профессора.
Одновременно преподавал во Всесоюзном юридическом заочном институте.
Под научным руководством Торкановского защитили диссертации восемь кандидатов юридических наук, двое из которых впоследствии стали докторами наук.
Также вёл активную общественную работу: являлся членом областного совета Всесоюзного общества изобретателей и рационализаторов, ректором Куйбышевского общественного института патентоведения, заместителем председателя научно-методического совета отдела юстиции Куйбышевского облисполкома.
С 1974 года был старшим научным сотрудником отдела планового управления народным хозяйством Института экономики АН СССР, позже — главным научным сотрудником Института экономики РАН.
Умер 5 октября 2000 года в Москве.

## Научная деятельность
Автор более 200 научных работ. Исследовал гражданское и хозяйственное право, вопросы в области интеллектуальной собственности, изобретательской деятельности, авторского права, управления предприятием. Один из авторов Закона СССР «О государственном предприятии (объединении)» 1987 года, вводившего производственное самоуправление.
Книги
- Торкановский Е. П. Основные права и обязанности граждан СССР. — Куйбышев: Кн. изд-во, 1956.
- Торкановский Е. П. Что должен знать изобретатель и рационализатор о своих правах. — Куйбышев, 1958.
- Торкановский Е. П. Открытие, изобретение и рационализаторское предложение: Руководство для изобретателей и рационализаторов. — Куйбышев, 1961.
- Торкановский Е. П. Советское гражданское право. Общая часть. — Куйбышев, 1962.
- Торкановский Е. П. Советское законодательство об изобретательстве и рационализации. — Куйбышев: Кн. изд-во, 1964.
- Торкановский Е. П. (в соавторстве) Хозяйственное право: учеб. пособие для юридических вузов. — М.: Юрид. лит., 1967.
- Торкановский Е. П. Промышленное предприятие в новых условиях. — Куйбышев: Кн. изд-во, 1967.
- Торкановский Е. П. Планирование и материальное стимулирование изобретательства и рационализации на предприятиях. — Куйбышев, 1968.
- Торкановский Е. П. Создание и внедрение новой техники на предприятии (правовые вопросы). — М.: Юрид. лит., 1972.
- Торкановский Е. П. Управление социалистическим соревнованием. — М.: Экономика, 1985.
- Торкановский Е. П. Социалистическое соревнование и технический прогресс. — М.: Знание, 1985.
- Воейков М. И., Торкановский Е. П., Орлов А. К. и др. Производственное самоуправление. — М.: Наука, 1989.

## Личная жизнь
Был женат на Тамаре Васильевне Торкановской. Сын — Пётр (род. 1950).

## Награды
- Орден Отечественной Войны
- Медаль «За доблестный труд в ознаменование 100-летия со дня рождения Владимира Ильича Ленина»
- Бронзовая медаль ВДНХ
- Заслуженный деятель науки Российской Федерации